# خوراک دریایی

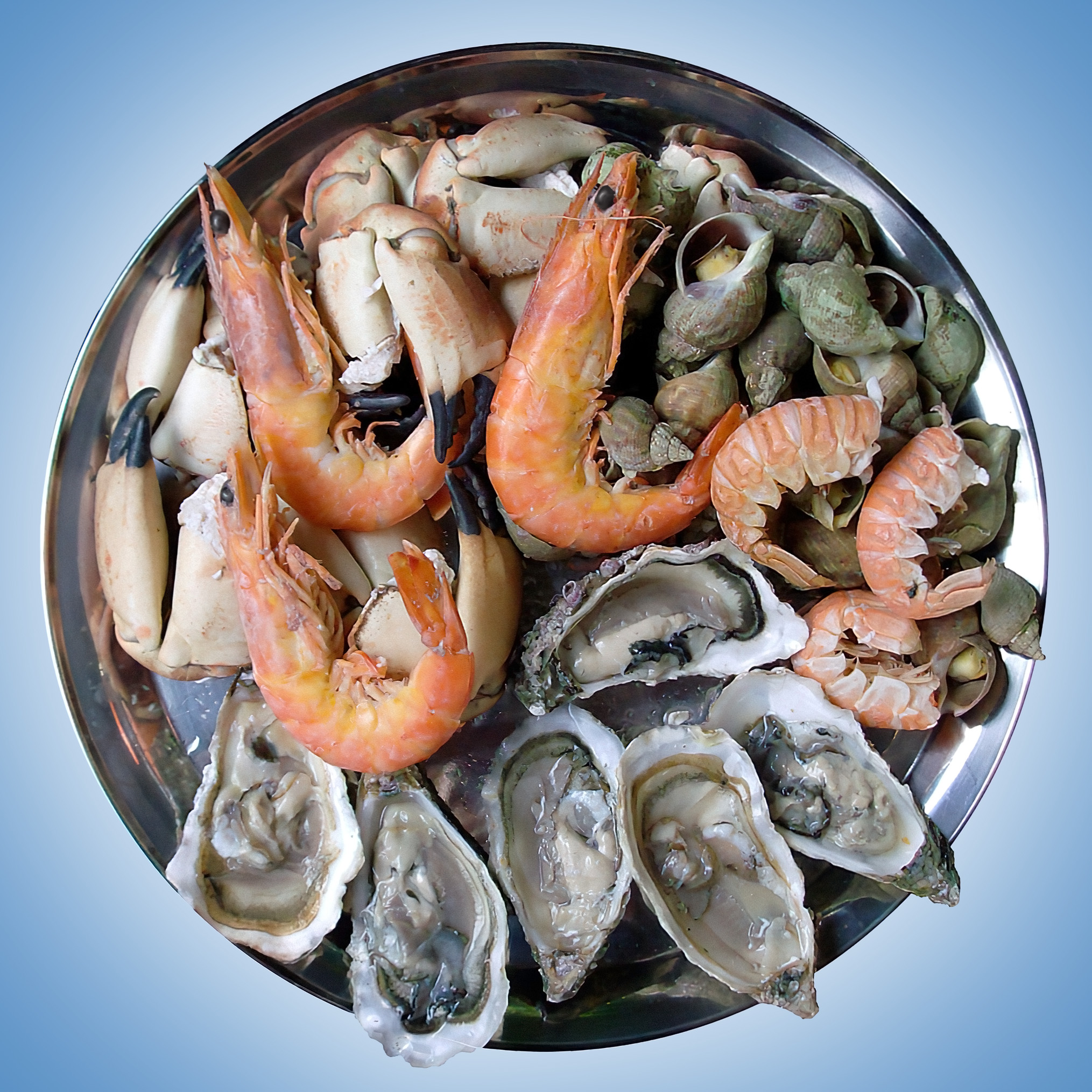
انواع خوراک‌های دریایی

خوراک دریایی به هر نوع حیوان دریایی گفته می‌شود که توسط انسان‌ها به عنوان خوراک خورده می‌شود. خوراک دریایی شامل انواع ماهی‌های دریا می‌شود.

## فواید برای بدن
طبق تحقیقات مصرف خوراک‌های دریایی به ویژه ماهی، مانعی برابر افسردگی می‌باشد. همچنین مصرف پیوسته و مناسب ماهی می‌تواند باعث کاهش احتمال سکته و بیماری‌های قلبی شود. ماهی دارای ویتامین‌های مورد نیاز پوست و اعصاب است و برای پوست و اعصاب انسان مفید است. ماهی و بسیاری از خوراک‌های دریایی برای رشد نوجوانان و کودکان مفید است. همچنین می‌تواند تأثیرات خوبی بر روی استخوان‌های انسان داشته باشد.
میگو نیز منبعی دارای پروتئین و کلسترول، ضد کم‌خونی و آلزایمر عنوان شده‌است.

## مضرات برای بدن
مصرف بیش از اندازه ماهی، یا استفاده از ماهی‌های ناسالم می‌تواند باعث مشکلات قلبی شود. بنابر آزمایش‌های انجام شده، جیوه موجود در ماهی ممکن است برای کودکان یا برخی بزرگسالان مشکلاتی (اعصاب و …) به‌وجود آورد؛ احتمال این مورد کم اعلام شده‌ است و معمولاً برای مصرف گونه های خاص است.